# Koh-Lanta : Fidji
 (mai 2025).
 (juin 2025).
Koh-Lanta : Fidji est la 18e édition régulière de l'émission de téléréalité Koh-Lanta, diffusée sur la chaîne de télévision française TF1 du 1er septembre 2017 au 15 décembre 2017 et composée exclusivement de candidats anonymes. Cette saison fut tournée dans l'archipel de Yasawa, aux îles Fidji. Cette édition est remportée par André face à Tiffany, lors du conseil final, avec huit voix pour lui, contre une pour elle et remporte ainsi 100 000 €.

## Tournage

### Production et organisation
Denis Brogniart, animateur historique de la série présente une fois de plus l'émission. Il possède le rôle d'animateur expliquant les règles aux candidats ainsi que de présentateur en voix off.
Le nombre de candidats passe à vingt-et-un. L'émission se déroule dans un lieu inédit : l'archipel des Fidji.

### Contexte géographique et climatique
Le tournage de cette saison a eu lieu aux Fidji, dans l'archipel de Yasawa. Il est situé géographiquement dans l'Océan Pacifique et près de Viti Levu, la plus grande île de la nation.
Le climat des Fidji est un climat tropical à saisons alternées. La chaleur, l'humidité et les pluies s’échelonnent de décembre à avril. Le reste du temps, le climat est frais[source insuffisante].

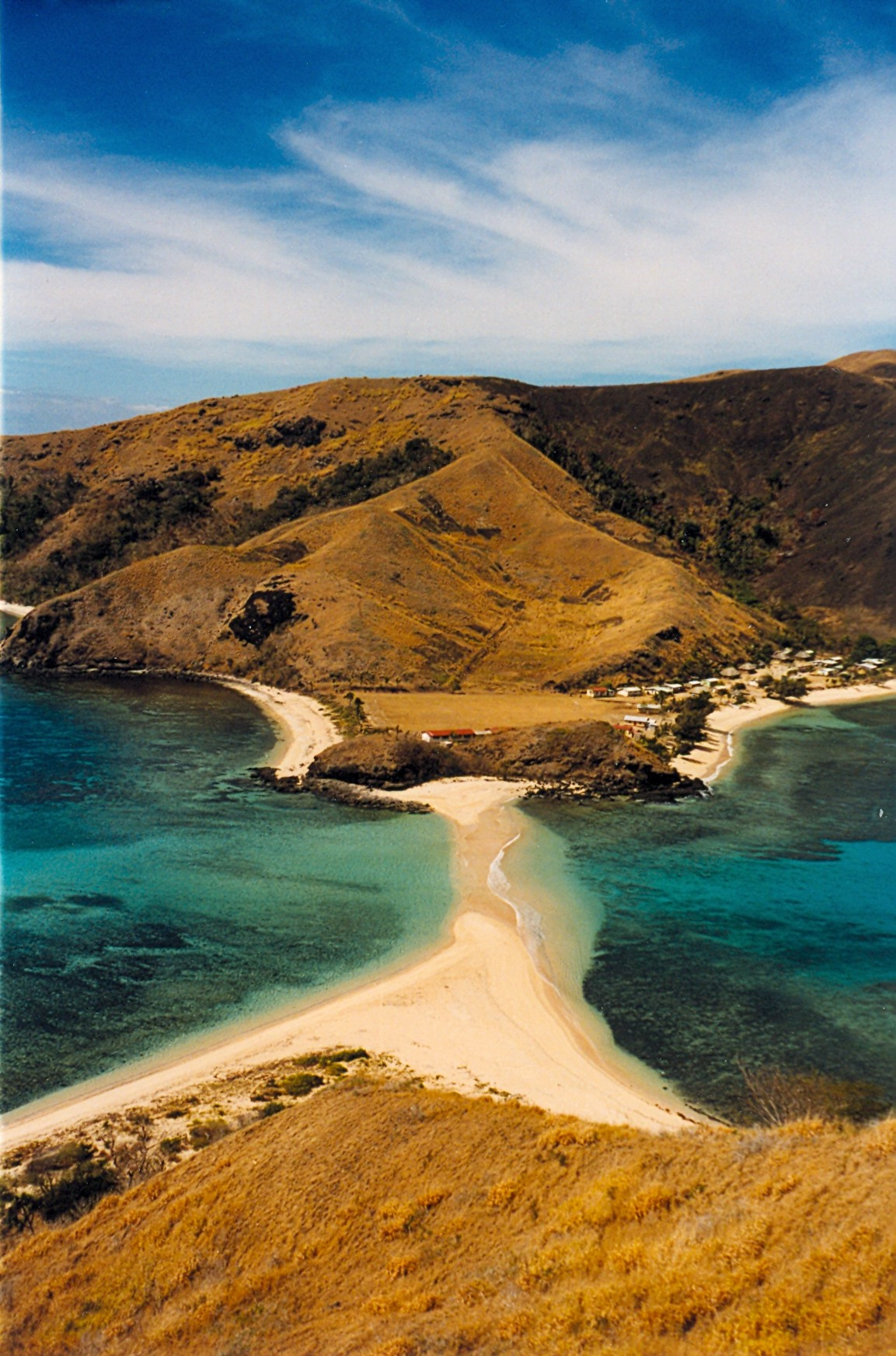
Bras de sable reliant les îles Waya et Waya Sewa.

## Nouveautés

### Composition des équipes
Pour cette saison, les équipes sont constituées selon l'âge des candidats : l'équipe jaune, les Coravu (signifiant jeune en fidjien) n'est composée que de candidats dont l'âge est compris entre 19 et 29 ans. Face à eux, l'équipe rouge, les Makawa (signifiant vieux, ancien en fidjien) n'est composée que de candidats ayant entre 31 et 57 ans. Les équipes sont cependant recomposées dès le 10e jour,,,.

### Le paradis perdu
Durant chaque émission, un candidat de chaque tribu est envoyé sur une île appelée « paradis perdu » par la production (il s'agit de l'île de Yawini). Y sont cachés onze coffres qui recèlent chacun un avantage à jouer sur le moment ou plus tard dans le jeu, les candidats travaillent alors en binômes pour rechercher un coffre et en partager le contenu,,,.

## Candidats
(mai 2025).
Cette section ne s'appuie pas, ou pas assez, sur des sources secondaires ou tertiaires indépendantes du sujet. Le texte peut contenir des analyses inexactes ou inédites de sources primaires.
Pour l'améliorer, ajoutez-en, ou placez des modèles {{Source secondaire souhaitée}} ou {{Source secondaire nécessaire}} sur les passages mal sourcés. (juin 2025)
Liste des 21 candidats de l'édition, âgés de 19 à 57 ans,[réf. non conforme][source insuffisante] :
| Candidats | Candidats  | Profession                              | Âge    | Localisation      | Tribu | Jury final      | Départ          |
| --------- | ---------- | --------------------------------------- | ------ | ----------------- | --- | --------------- | --------------- |
| ♀         | Marine     | Infirmière                              | 21 ans | Allier            | - Coravu (jour 1 – 3) |                 | Abandon médical |
| ♀         | Delphine   | Géologue                                | 39 ans | Loiret            | - Makawa (jour 1 – 3) | Éliminée        |                 |
| ♂         | Thomas     | Étudiant en école de commerce           | 21 ans | Seine-Maritime    | - Coravu (jour 1 – 7) | Abandon médical |                 |
| ♀         | Mel        | Étudiante en marketing digital          | 25 ans | Seine-et-Marne    | - Coravu (jour 1 – 9) | Éliminée        |                 |
| ♂         | Théotime   | Gérant d'un food-truck                  | 23 ans | Vosges            | - Coravu (jour 1 – 10) | Éliminé         |                 |
| ♀         | Marta      | Étudiante en marketing et communication | 21 ans | Monaco            | - Coravu (jour 1 – 10) - Makawa (jour 10 – 12)                                                                                            | Éliminée        |                 |
| ♀         | May        | Étudiante en lettres modernes           | 20 ans | Haute-Garonne     | - Absente (jour 1 – 3) - Coravu (jour 3 – 15)                                                                                             | Éliminée        |                 |
| ♀         | Caroline   | Directrice d'une maison de retraite     | 31 ans | Bouches-du-Rhône  | - Makawa (jour 1 – 10) - Coravu (jour 10 – 18)                                                                                            | Éliminée        |                 |
| ♂         | Manu       | Gérant d'une société                    | 57 ans | Belgique          | - Makawa (jour 1 – 10) - Coravu (jour 10 – 21)                                                                                            | Éliminé         |                 |
| ♂         | Tugdual    | Community manager                       | 27 ans | Côtes-d'Armor     | - Coravu (jour 1 – 10) - Makawa (jour 10 – 23)                                                                                            | Éliminé         |                 |
| ♂         | Marvyn     | Commercial dans une start-up            | 20 ans | Ille-et-Vilaine   | - Coravu (jour 1 – 6) - Éliminé (jour 6 – 7) - Coravu (jour 7 – 23) - Tribu réunifiée (jour 23 – 24)                                      | 1er membre      | Éliminé         |
| ♂         | Sébastien  | Routier                                 | 43 ans | Nord              | - Makawa (jour 1 – 23) - Tribu réunifiée (jour 23 – 27)                                                                                   | 2e membre       | Éliminé         |
| ♂         | Fabian     | Travailleur social                      | 47 ans | Suisse            | - Makawa (jour 1 – 10) - Coravu (jour 10 – 23) - Tribu réunifiée (jour 23 – 30)                                                           | 3e membre       | Éliminé         |
| ♂         | Maxime     | Patron d'un restaurant                  | 38 ans | Rhône             | - Makawa (jour 1 – 10) - Coravu (jour 10 – 23) - Tribu réunifiée (jour 23 – 33)                                                           | 4e membre       | Éliminé         |
| ♀         | Mélanie    | En recherche d'emploi                   | 34 ans | Suisse            | - Makawa (jour 1 – 23) - Tribu réunifiée (jour 23 – 36)                                                                                   | 5e membre       | Abandon médical |
| ♂         | Romain     | Coach sportif                           | 31 ans | Indre-et-Loire    | - Makawa (jour 1 – 23) - Tribu réunifiée (jour 23 – 36)                                                                                   | 6e membre       | Éliminé         |
| ♀         | Marguerite | Dirigeante de start-up                  | 52 ans | Nord              | - Makawa (jour 1 – 23) - Tribu réunifiée (jour 23 – 39)                                                                                   | 7e membre       | Éliminée        |
| ♀         | Sandrine   | Directrice de relation clientèle        | 43 ans | Dordogne          | - Makawa (jour 1 – 23) | 8e membre       | Éliminée        |
| ♀         | Magalie    | Danseuse professionnelle                | 29 ans | Seine-Saint-Denis | - Coravu (jour 1 – 23) - Tribu réunifiée (jour 23 – 41)                                                                                   | 9e membre       | Éliminée        |
| ♀         | Tiffany    | Étudiante en art dramatique             | 22 ans | Bouches-du-Rhône  | - Coravu (jour 1 – 23) - Tribu réunifiée (jour 23 – 41)                                                                                   |                 | Finaliste       |
| ♂         | André      | Étudiant en BTS de commerce             | 19 ans | Loiret            | - Coravu (jour 1 – 10) - Makawa (jour 10 – 23) - Tribu réunifiée (jour 23 – 33) - Éliminé (jour 33 – 37) - Tribu réunifiée (jour 37 – 41) | Vainqueur       |                 |

## Déroulement

### Bilan par épisode

#### Épreuves et conseils
| Épisode              | Diffusion          | Épreuves                  | Épreuves            | Exilés sur le paradis perdu | Conseil         | Conseil       | Conseil | Réf.   |
| Épisode              | Diffusion          | Confort                   | Immunité            | Exilés sur le paradis perdu | Éliminé(s)      | Vote          | Départ  | Réf.   |
| -------------------- | ------------------ | ------------------------- | ------------------- | --------------------------- | --------------- | ------------- | ------- | ------ |
| 1er épisode          | 1er septembre 2017 | Coravu                    | Coravu              | Romain et Thomas            | Delphine        | 6-4           | Jour 3  | [ 22 ] |
| 2e épisode           | 8 septembre 2017   | Makawa                    | Makawa              | Maxime et André             | Marvyn          | 6-4           | Jour 6  | [ 23 ] |
| 3e épisode           | 15 septembre 2017  | Makawa                    | Makawa              | Mélanie et Théotime         | Mel             | 6-4           | Jour 9  | [ 24 ] |
| 4e épisode           | 22 septembre 2017  | Coravu                    | Coravu              |                             | Marta           | 5-2-1         | Jour 12 | [ 25 ] |
| 5e épisode           | 29 septembre 2017  | Coravu                    | Makawa              | Sébastien et Caroline       | May             | 7-1           | Jour 15 | [ 26 ] |
| 6e épisode           | 6 octobre 2017     | Coravu                    | Makawa              | Sandrine et Manu            | Caroline        | 7-1           | Jour 18 | [ 27 ] |
| 7e épisode           | 13 octobre 2017    | Makawa                    | Makawa              | Sandrine et Fabian          | Manu            | 3-3/3-3       | Jour 21 | [ 28 ] |
| 8e épisode           | 20 octobre 2017    | Coravu                    | Sébastien           |                             | Marvyn          | 5-5-1/6-5     | Jour 24 | [ 29 ] |
| 9e épisode           | 27 octobre 2017    | Fabian et Marguerite      | André               | Sébastien                   | 6-5             | Jour 27       | [ 30 ]  |        |
| 10e épisode          | 3 novembre 2017    | Équipe de Romain          | Mélanie             | Tiffany                     | Fabian          | 6-3-1         | Jour 30 | [ 31 ] |
| 11e épisode          | 17 novembre 2017   | André et Maxime           | Magalie et Sandrine |                             | Maxime et André | 5-4           | Jour 33 | [ 32 ] |
| 12e épisode          | 24 novembre 2017   | Romain                    | Tiffany             | Romain                      | 3-2-1           | Jour 36       | [ 33 ]  |        |
| 13e épisode          | 8 décembre 2017    | Magalie                   | Tiffany             | Marguerite                  | 3-3/3-2         | Jour 39       | [ 34 ]  |        |
|                      |                    | Épreuve d'orientation     | Épreuve des poteaux | Conseil final               | Conseil final   | Conseil final |         |        |
| 14e épisode (finale) | 15 décembre 2017   | Tiffany, Magalie et André | André               | André                       | 8-1             | Gagnant       | ,       |        |

#### Épreuves spéciales
|                    | Type d'épreuve        | Gagnant | Perdant  | Épisode | Détails  | Références |
| ------------------ | --------------------- | ------- | -------- | ------- | -------- | ---------- |
| Épreuves spéciales | Éliminatoire          | Mélanie | Théotime | 4e      | [ n° 5 ] | [ 25 ]     |
| Épreuves spéciales | Immunité spéciale     | Manu    | Aucun    | 6e      | [ n° 6 ] | [ 27 ]     |
| Épreuves spéciales | Pénalité              | Magalie | Mélanie  | 12e     | [ n° 7 ] | [ 33 ]     |
| Épreuves spéciales | Duel de réintégration | André   | Maxime   | 13e     | [ n° 8 ] | [ 34 ]     |

### Avantages trouvés
- Si vous ne connaissez pas le sujet, laissez ce bandeau (vous pouvez alors contacter les auteurs).
- Si vous supprimez le contenu mis en cause (vous pouvez préalablement contacter les auteurs),

argumentez précisément cette suppression dans la page de discussion
(un manque de référence n'est pas un argument ; une recherche réelle de référence doit avoir été effectuée, être formellement documentée).
| Avantages        | Avantages                   | Avantages | Avantages                 | Avantages   | Avantages   | Avantages   | Avantages   |
| Localisation     | Objet                       | Détails   | Propriétaire(s) d'origine | Utilisation | Utilisation | Utilisation | Utilisation |
| Localisation     | Objet                       | Détails   | Propriétaire(s) d'origine | Jour        | Épisode     | Utilisateur | Détails     |
| ---------------- | --------------------------- | --------- | ------------------------- | ----------- | ----------- | ----------- | ----------- |
| Paradis perdu    | Collier d'immunité          | [ n° 9 ]  | Romain et Thomas          | 33          | 11e         | Romain      | [ n° 10 ]   |
| Paradis perdu    | Double vote                 | [ n° 11 ] | Mélanie et Théotime       | 9           | 3e          | Théotime    | [ n° 12 ]   |
| Paradis perdu    | Bénéfice d'un confort perdu | [ n° 13 ] | Mélanie et Théotime       | 37          | 13e         | Sandrine    | [ n° 14 ]   |
| Paradis perdu    | Amulette d'immunité         | [ n° 15 ] | Sébastien et Caroline     | 15          | 5e          | Caroline    | [ n° 16 ]   |
| Paradis perdu    | Double vote                 |           | Sandrine et Manu          | 18          | 6e          | Manu        | [ n° 17 ]   |
| Paradis perdu    | Collier d'immunité          | [ n° 18 ] | Tiffany                   | 30          | 10e         | Magalie     | [ n° 19 ]   |
| Épreuve spéciale | Collier d'immunité          | [ n° 18 ] | Magalie                   | 36          | 12e         | Magalie     | [ n° 20 ]   |

### Détail des éliminations
- Si vous ne connaissez pas le sujet, laissez ce bandeau (vous pouvez alors contacter les auteurs).
- Si vous supprimez le contenu mis en cause (vous pouvez préalablement contacter les auteurs),

argumentez précisément cette suppression dans la page de discussion
(un manque de référence n'est pas un argument ; une recherche réelle de référence doit avoir été effectuée, être formellement documentée).
|            | Tribus initiales | Tribus initiales | Tribus initiales | Tribus initiales | Tribus initiales | Tribus initiales | Tribus initiales | Tribus recomposées | Tribus recomposées | Tribus recomposées | Tribus recomposées | Tribus recomposées | Tribu réunifiée | Tribu réunifiée | Tribu réunifiée | Tribu réunifiée | Tribu réunifiée | Tribu réunifiée | Tribu réunifiée | Tribu réunifiée | Tribu réunifiée | Tribu réunifiée | Tribu réunifiée | Tribu réunifiée | Tribu réunifiée | Tribu réunifiée |
| ---------- | ---------------- | ---------------- | ---------------- | ---------------- | ---------------- | ---------------- | ---------------- | ------------------ | ------------------ | ------------------ | ------------------ | ------------------ | --------------- | --------------- | --------------- | --------------- | --------------- | --------------- | --------------- | --------------- | --------------- | --------------- | --------------- | --------------- | --------------- | --------------- |
| ► Épisode  | 1                | 1                | 2                | 3                | 3                | 3                | 4                | 4                  | 5                  | 6                  | 7                  | 8                  | 8               | 8               | 9               | 10              | 11              | 11              | 12              | 12              | 13              | 13              | 14              | 14              | Finaliste       | Vainqueur       |
| ► Éliminés | Marine           | Delphine         | Marvyn           | Thomas           | Mel              | Mel              | Théotime         | Marta              | May                | Caroline           | Manu               | Tugdual            | Marvyn          | Marvyn          | Sébastien       | Fabian          | Maxime          | André           | Mélanie         | Romain          | Marguerite      | Marguerite      | Sandrine        | Magalie         | Tiffany         | André           |
| ► Votes    | 0                | 6/10             | 6/10             | 0                | 6/10             | 6/10             | 0                | 5/8                | 7/8                | 7/8                | 3/6                | 2                  | /               | 6/11            | 6/11            | 3/10            | 4/9             | 0               | 0               | 2/7             | /               | 3/5             | 0               | 1               | 1/9             | 8/9             |
| ▼Candidats | Votes            | Votes            | Votes            | Votes            | Votes            | Votes            | Votes            | Votes              | Votes              | Votes              | Votes              | Votes              | Votes           | Votes           | Votes           | Votes           | Votes           | Votes           | Votes           | Votes           | Votes           | Votes           | Votes           | Votes           | Votes           | Votes           |
| André      |                  |                  | May              |                  | Mel              | Mel              |                  | Tugdual            |                    |                    |                    |                    | Romain          | Romain          | Sébastien       | Fabian          | Marguerite      |                 | [ n° 37 ]       | [ n° 37 ]       | Marguerite      | Marguerite      |                 | Magalie         | Jury final      | Jury final      |
| Tiffany    |                  |                  | Marvyn           |                  | May              | May              |                  |                    | May                | Caroline           | Manu               |                    | Romain          | Romain          | Sébastien       | Fabian          | Marguerite      |                 |                 | Romain          | Marguerite      | Marguerite      |                 |                 | Jury final      | Jury final      |
| Magalie    |                  |                  | May              |                  | Mel              | Mel              |                  |                    | May                | Caroline           | Manu               |                    | Romain          | Romain          | Sébastien       | Fabian          | Marguerite      |                 |                 | Romain          | Marguerite      | Marguerite      |                 |                 | Tiffany         |                 |
| Sandrine   |                  | Delphine         |                  |                  |                  |                  |                  | Marta              |                    |                    |                    |                    | Marvyn          | Marvyn          | Tiffany         | Magalie         | Maxime          |                 |                 | Magalie         | André           | André           |                 |                 |                 | André           |
| Marguerite |                  | Delphine         |                  |                  |                  |                  |                  | Marta              |                    |                    |                    | Tugdual            | Marvyn          | Marvyn          | Tiffany         | Magalie         | Maxime          |                 |                 | Magalie         | André           | André           |                 |                 |                 | André           |
| Romain     |                  | Delphine         |                  |                  |                  |                  |                  | Marta              |                    |                    |                    |                    | Marvyn          | Marvyn          | Tiffany         | Magalie         | Maxime          |                 |                 | Magalie         |                 |                 |                 |                 |                 | André           |
| Mélanie    |                  | Delphine         |                  |                  |                  |                  |                  | Marta              |                    |                    |                    |                    | Marvyn          | Marvyn          | Tiffany         | Magalie         | Maxime          |                 |                 |                 |                 |                 |                 |                 |                 | André           |
| Maxime     |                  | Marguerite       |                  |                  |                  |                  |                  |                    | May                | Caroline           | Marvyn             |                    | Fabian          | Marvyn          | Sébastien       | André           | Marguerite      |                 |                 |                 |                 |                 |                 |                 |                 | André           |
| Fabian     |                  | Delphine         |                  |                  |                  |                  |                  |                    | May                | Caroline           | Marvyn             | Tugdual            | Romain          | Romain          | Sébastien       | Magalie         |                 |                 |                 |                 |                 |                 |                 |                 |                 | André           |
| Sébastien  |                  | Marguerite       |                  |                  |                  |                  |                  | Marta              |                    |                    |                    |                    | Marvyn          | Marvyn          | Tiffany         |                 |                 |                 |                 |                 |                 |                 |                 |                 |                 | André           |
| Marvyn     |                  |                  | May              | [ n° 38 ]        | Mel              | Mel              |                  |                    | May                | Caroline           | Manu               |                    | Romain          | Romain          |                 |                 |                 |                 |                 |                 |                 |                 |                 |                 |                 | André           |
| Tugdual    |                  |                  | Marvyn           |                  | May              | May              |                  | Marguerite         |                    |                    |                    |                    |                 |                 |                 |                 |                 |                 |                 |                 |                 |                 |                 |                 |                 |                 |
| Manu       |                  | Marguerite       |                  |                  |                  |                  |                  |                    | May                | Caroline           | Marvyn             |                    |                 |                 |                 |                 |                 |                 |                 |                 |                 |                 |                 |                 |                 |                 |
| Caroline   |                  | Delphine         |                  |                  |                  |                  |                  |                    | May                | Tiffany            |                    |                    |                 |                 |                 |                 |                 |                 |                 |                 |                 |                 |                 |                 |                 |                 |
| May        | [ n° 39 ]        |                  | Marvyn           |                  | Mel              | Mel              |                  |                    | Manu               |                    |                    |                    |                 |                 |                 |                 |                 |                 |                 |                 |                 |                 |                 |                 |                 |                 |
| Marta      |                  |                  | Marvyn           |                  | May              | May              |                  | Marguerite         |                    |                    |                    |                    |                 |                 |                 |                 |                 |                 |                 |                 |                 |                 |                 |                 |                 |                 |
| Théotime   |                  |                  | May              |                  | Mel              | Mel              |                  |                    |                    |                    |                    |                    |                 |                 |                 |                 |                 |                 |                 |                 |                 |                 |                 |                 |                 |                 |
| Mel        |                  |                  | Marvyn           |                  | May              | May              |                  |                    |                    |                    |                    |                    |                 |                 |                 |                 |                 |                 |                 |                 |                 |                 |                 |                 |                 |                 |
| Thomas     |                  |                  | Marvyn           |                  |                  |                  |                  |                    |                    |                    |                    |                    |                 |                 |                 |                 |                 |                 |                 |                 |                 |                 |                 |                 |                 |                 |
| Delphine   |                  | Marguerite       |                  |                  |                  |                  |                  |                    |                    |                    |                    |                    |                 |                 |                 |                 |                 |                 |                 |                 |                 |                 |                 |                 |                 |                 |
| Marine     |                  |                  |                  |                  |                  |                  |                  |                    |                    |                    |                    |                    |                 |                 |                 |                 |                 |                 |                 |                 |                 |                 |                 |                 |                 |                 |
| Pénalités  |                  |                  |                  |                  |                  |                  |                  |                    |                    |                    |                    |                    |                 |                 |                 |                 |                 |                 |                 | Mélanie         |                 |                 |                 |                 |                 |                 |
| Vote noir  |                  |                  |                  |                  |                  |                  |                  |                    |                    |                    |                    |                    |                 |                 | Sébastien       | Magalie         | Marguerite      |                 |                 | Marguerite      | André           |                 |                 |                 |                 |                 |

## Résumés détaillés
- Si vous ne connaissez pas le sujet, laissez ce bandeau (vous pouvez alors contacter les auteurs).
- Si vous supprimez le contenu mis en cause (vous pouvez préalablement contacter les auteurs),

argumentez précisément cette suppression dans la page de discussion
(un manque de référence n'est pas un argument ; une recherche réelle de référence doit avoir été effectuée, être formellement documentée).

### 1erépisode

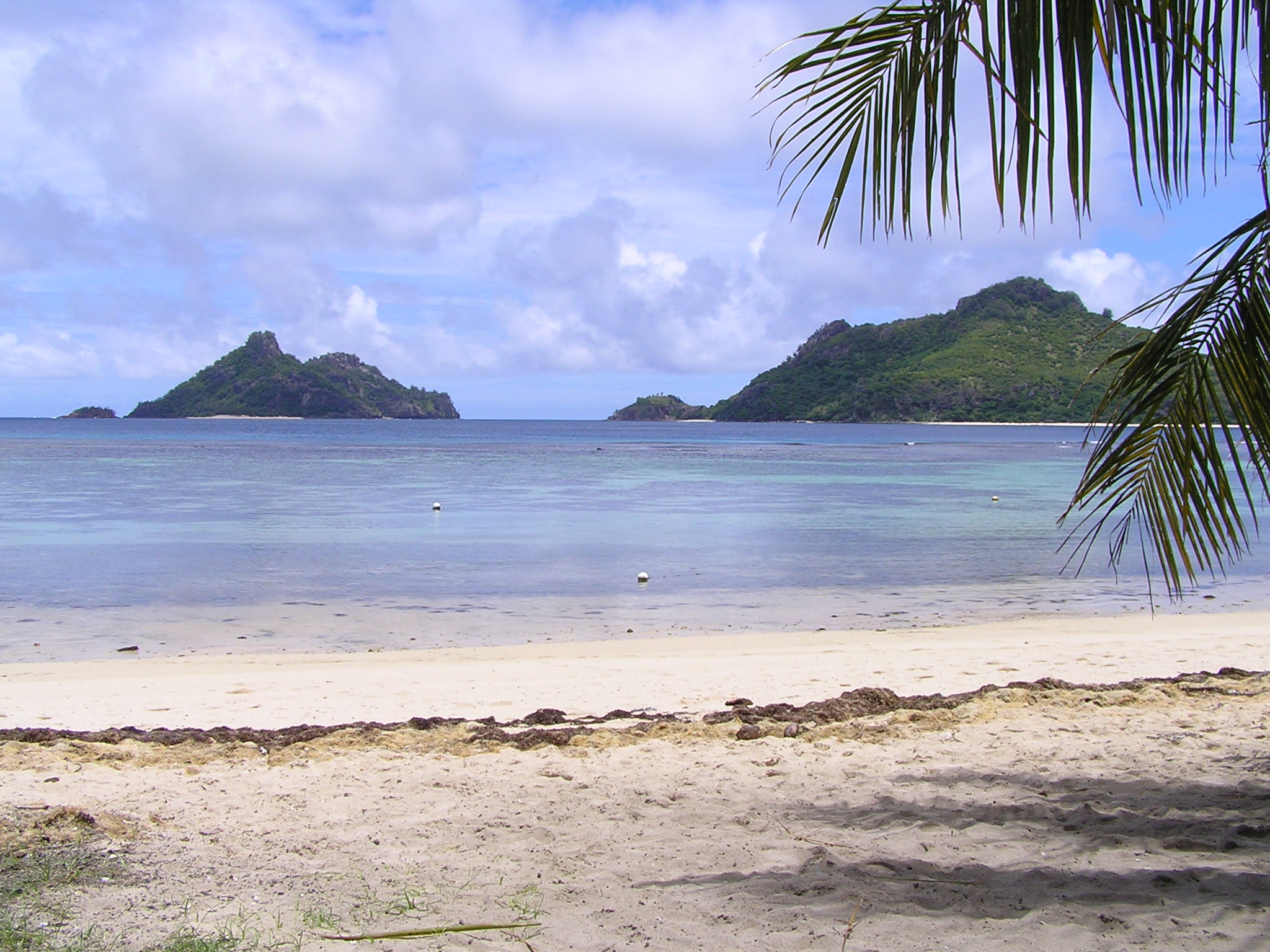
Une des plages de Mamanuca, où se sont échoués les aventuriers.

Cet épisode est diffusé le 1er septembre 2017.

#### Jour 1: découverte des aventuriers, installation sur les camps
Vingt candidats arrivent devant un grand voilier, à bord de quatre petites embarcations. Denis Brogniart leur explique la formation des équipes : d'un côté  l'équipe des Coravu (jaune) constitués des candidats de moins de 30 ans (André, Magalie, Marine, Marta, Marvyn, Mel, Théotime, Thomas, Tiffany et Tugdual) et l'équipe des Makawa (rouge) qui regroupent les plus de 30 ans (Caroline, Delphine, Fabian, Manu, Marguerite, Maxime, Mélanie, Romain, Sandrine et Sébastien).
L'épreuve de confort va se jouer tout de suite. Les candidats doivent plonger de leur embarcation, monter sur le voilier pour récupérer un maximum d'éléments de confort pour le camp (casserole, bambous, feuilles de palmier...) et replonger vers un radeau de fortune. La première équipe à arriver sur la plage et tout débarquer pourra emporter tout ce qu'elle a amassé alors que l'autre repartira sans rien. En parallèle, une course de nage est effectuée entre Romain (rouge) et Théotime (jaune). Le premier qui arrive sur la plage, pourra, et ce, quelle que soit l'issue de l'épreuve des radeaux, ramener 5 kg de riz sur son camp. Après un départ serré, l'équipe jaune remporte l'épreuve. Romain, distançant rapidement Théotime, gagne les 5 kg de riz pour l'équipe rouge.
Une fois ces épreuves terminées, Denis Brogniart explique que les tribus ne sont constituées que pour dix jours. Il annonce aussi l'existence du paradis perdu. Romain, le gagnant de l'épreuve de nage, a la possibilité de choisir quelqu'un de l'autre équipe pour l'accompagner sur cette île et il choisit Thomas. Sur l'îlot, ils découvrent une carte avec onze points représentant les emplacements de onze coffres cachés. Ils décident de chercher celui qui est près de la plage, sans succès, puis par pur hasard, ils trouvent un coffre contenant un collier d'immunité coupé en deux. Les candidats peuvent faire ce qu'ils veulent de leur moitié, mais le collier n'est valide qu'une fois les deux bouts réunis.
Pendant ce temps, les autres aventuriers s'installent sur leur campement. Les jaunes ont du mal à s'organiser et à construire leur cabane tandis que les rouges sont très organisés. Manu et Marguerite essayent de faire du feu, sans succès, mais le reste de l'équipe des plus de 30 ans trouve rapidement l'eau et des noix de coco, des papayes, du manioc et de la canne à sucre. Ils dinent de fruits et canne à sucre, car bien qu'ayant du riz, et du manioc, ils n'ont ni marmite, ni feu. Leur nuit est dérangée par le passage de nombreux crabes. À la nuit tombée, les jaunes finissent par trouver l'eau grâce à Marine, ainsi que quelques fruits, mais n'ont toujours pas de cabane.

#### Jour 2: les jeunes en force
Après une nuit de réflexion, Thomas et Romain décident de faire part de leur découverte du demi-collier d'immunité aux autres aventuriers.
Pendant ce temps, chez les jaunes, André prend en main la construction de la cabane tandis que Théotime tente de faire le feu.
L'épreuve d'immunité est annoncée ; celle-ci est une nouveauté dont le principe est le suivant : trois candidats de chaque équipe partent en mer, doivent détacher six rouleaux de tissu situés sur une plate forme attachée par des cordes fixées sous l'eau et les ramener sur la plage. Pour ce faire, les autres, restés sur la plage, doivent tirer la plate forme avec un treuil géant. À l'issue de cette première partie, les rouges sont largement en tête, à la suite d'une erreur des jaunes. Vient ensuite la formation du puzzle où les aventuriers donnent les rouleaux à deux candidats, perchés en haut d'un mur, qui doivent, sur les conseils des autres, changer la position des segments de puzzle. Finalement, les jaunes, pourtant arrivés en retard, l'emportent grace à une meilleure gestion du puzzle.
De retour sur le camp, les jeunes parviennent à faire du feu grâce à Théotime.

#### Jour 3: premier abandon médical, May arrive dans l'aventure
Le lendemain, Marine, qui ne se sent pas bien, est conduite à l'infirmerie. Les premières tensions naissent chez les jaunes tandis que les rouges pensent au vote du soir. Manu essaye toujours de faire du feu.
Après une matinée d'observation, Denis Brogniart  annonce à Marine qu'elle est contrainte à l'abandon médical. Denis Brogniart annonce la nouvelle à l'équipe jaune et présente May, la remplaçante de Marine.
À l'approche du conseil, Marguerite veut se montrer utile, en essayant de ramener la nourriture et de faire le feu. Malheureusement, elle échoue dans ses deux tâches.
Lors du conseil, Denis Brogniart revient sur les deux défaites des rouges. Après un vote serré, Delphine est éliminée par six voix contre quatre pour Marguerite,,.

### 2eépisode
Cet épisode est diffusé le  8 septembre 2017.

#### Jour 4: revanche des anciens

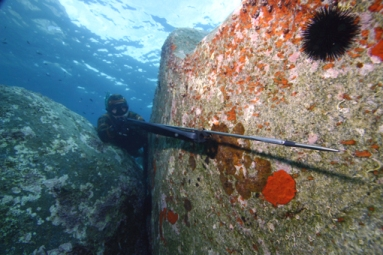
Le fusil harpon, un des équipements du kit de pêche.

Au lendemain du conseil, Marguerite qui a échappé de peu à l’élimination, essaye de se socialiser et d'en faire plus sur le camp. Chez les jaunes, avec May, la dernière arrivée, essaie de s'intégrer en rapportant de la canne à sucre.
Le jeu de confort est la classique « épreuve des flambeaux ». Le but est d'embraser en premier une vasque. Pour ce faire, les candidats doivent, tout en tenant un porte-feu de 70 kg, venir à bout d'un parcours de six obstacles. Le long du chemin, ils doivent récupérer neuf flambeaux. Ceci fait, un aventurier doit arriver au sommet d'un mur grâce à l'aide de ses coéquipiers. Après un départ au coude à coude, les jaunes perdent irrémédiablement du temps sur un obstacle. Les rouges gagnent alors un kit de pêche comprenant : palmes, masques, tubas, hameçons, filets, et fusil harpon. Manu part avec le harpon, mais ne trouve pas de poisson.
À la suite de l'épreuve de confort, deux nouveaux aventuriers partent sur le paradis perdu. Les rouges ayant gagné, ils désignent André qui, chez les jaunes, partira sur l'île. Celui-ci se rend chez les rouges pour choisir son partenaire, et étudier le camp et l'équipe adverse. De leur côté, les rouges espèrent en faire un allié et lui demandent comment son équipe a réussi à faire le feu. Il leur dit qu'il était en excursion à ce moment-là, et choisit Maxime pour l'accompagner.
Pendant ce temps Marvyn et Théotime partent à la pêche avec les moyens du bord, un baton et leurs mains. Ils ramènent plusieurs petits poissons et des oursins pour que les jaunes puissent se faire un bon repas.

#### Jour 5: tensions chez les jeunes
Nuit difficile chez les jaunes, qui n'ont pas d'abri et sont trempés. Au matin du 5e jour, Sébastien et Romain utilisent leur kit de pêche gagné la veille pour tenter de ramener du poisson, sous les conseils de Manu, qui attrape un crabe pour servir d'appat. Ils attrapent deux petits poissons, qu'ils mangent crus.
Sur le paradis perdu, Maxime et André n'ont toujours pas trouvé de coffre. Après plusieurs heures de recherches, ils rentrent bredouilles. Ils décident cependant de rapporter les casseroles du paradis perdu sur leurs camps.
De retour sur leurs  camps respectifs, ils racontent leur séjour sur le paradis perdu. Alors que les rouges croient totalement les paroles de 
Maxime, les jaunes et surtout Mel pensent qu'André ment sur quelque chose.
Chez les rouges, le rapprochement entre Caroline et Romain agace Fabian, qui en fait part à ses compagnons.
Chez les jeunes, de retour d'une session de pêche, Théotime et Marvyn déclarent : « On va se garder les plus gros poissons ». Ces mots énervent Mel et Tiffany qui déplorent un comportement égoïste. Elles leur disent que si elles ramènent de la coco elles ne leur en donneront pas. Les garçons ne comprennent pas leur réaction. Peu après, Mel, sur les conseils de Tugdual, décide d'aller s'excuser même si ce qu'elle fait reste stratégique. Le repas du soir est silencieux.

#### Jour 6: premières stratégies, une élimination surprise
L'épreuve d'immunité est un classique, le « grand bleu ». Le but est de remonter, en relais, le plus rapidement possible, dix statuettes de Raie manta océanique immergées entre 1,50 m et 8 mètres de profondeur. Un tirage au sort chez les filles jaunes est perdu par Tiffany, elle restera spectatrice. L'épreuve reste très disputée jusqu'au bout mais les rouges l'emportent au sprint.
De retour sur le camp, les jeunes sont dépités mais n'oublient pas le conseil. Ils décident de se mettre tous d'accord en votant May, sous prétexte qu'elle est la dernière arrivée. Cependant, une autre stratégie initiée par Mel et Thomas est mise en place pour convaincre un maximum de personnes de voter contre Marvyn, afin de casser le trio qu'il forme avec André et Théotime, tout en faisant croire qu'ils éliminent May. May n'était pas spécialement pour voter contre Marvyn (lui non plus ne souhaitait pas voter contre elle), mais accepte pour sauver sa peau.
Au conseil, le trio Marvyn-André-Théotime, affirme que l'équipe est soudée. Mais au moment du dépouillement, May obtient quatre voix et Marvyn six voix ; il est donc éliminé et reste abasourdi,.

### 3eépisode
Cet épisode est diffusé le 15 septembre 2017.

#### Jour 7: abandon médical, retour d'un éliminé

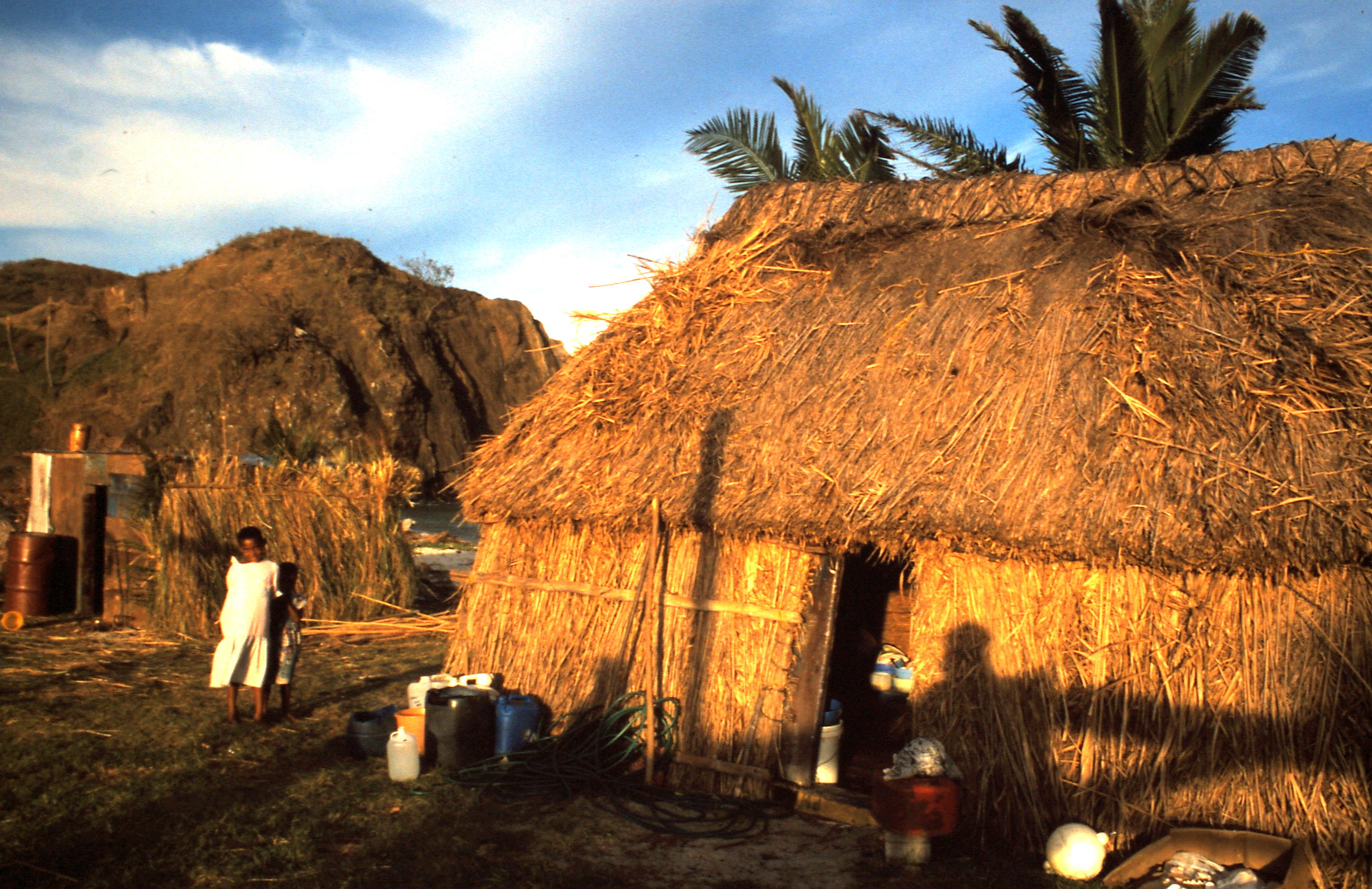
Une maison et un habitant de Yasawa i-Rara, petit village fidjien, qui a accueilli les rouges, gagnants du confort.

Au début de l'épisode, Théotime et André sont dépités par l'élimination de Marvyn, tandis que Mel jubile. Elle est très heureuse que son plan ait fonctionné. Rapidement, les deux tribus sont attendues pour le jeu de confort. Les rouges sont surpris de voir que Marvyn est parti, mais Mel assure que c'était pour le bien de son équipe. Mais avant le début de l'épreuve, Thomas doit arrêter l'aventure sur décision médicale, à cause d'un tympan perforé. Ce départ entraînera le retour de Marvyn pour le remplacer chez les jaunes, mais il ne participe pas à l'épreuve et les rejoindra sur le camp. Avant de partir, Thomas donne son demi-collier d'immunité à Romain, avec qui il s'était rendu sur le paradis perdu.
Pour respecter l'équité, May (femme jaune) et Manu et Romain (hommes rouges) sont exemptés d'épreuve. L'épreuve de confort consiste à franchir une palissade pour aller chercher des massues, puis à détruire des cibles en lançant les projectiles à travers un filet muni d'ouvertures tenu par des coéquipiers. Si les jaunes ont initialement l'avantage, les rouges l'emportent et gagnent une visite et un barbecue dans un village de pêcheurs.
De retour au camp les jaunes sont dépités, Mel étant exaspérée du retour de Marvyn. La jeune stratège n'assume pas d'avoir été à l'origine de la stratégie visant à éliminer Marvyn et met tout sur le dos de May, qui ne parvient pas à convaincre de son innocence. Marvyn, de son côté, est loin d'être convaincu par les explications de Mel et propose à May de s'allier avec lui, André et Théotime, ce qu'elle accepte.
Pendant ce temps, les rouges découvrent leur récompense : ils sont accueillis par les villageois et leurs enfants, ce qui leur procure une grande émotion. Des danses traditionnelles sont exécutées en leur honneur et ils se régalent avec la nourriture qu'ils partagent avec les Fidjiens. Ils choisissent également le candidat de l'équipe jaune qui se rendra sur le paradis perdu et ce sera Théotime. En l'apprenant, Théotime estime que c'est l'occasion de préparer leur vengeance avec André et Marvyn.
Les rouges rentrent de leur confort, puis Théotime arrive. Il les aide à essayer de faire le feu et leur parle de la trahison de Mel vis-à-vis de Marvyn. Les rouges veulent se rapprocher de Théotime, ce dernier accepte. Théotime choisit Mélanie pour l'accompagner sur le paradis perdu, mais ayant discuté longtemps sur le camp des rouges, ils n'arrivent sur l'île qu'à la nuit tombée. Le jeune homme taquine son ainée qui a très peur des bestioles.

#### Jour 8: les anciens enchaînent les victoires
Ce 8e matin, Théotime et Mélanie partent à la recherche d'un coffre. Assez rapidement ils en trouvent un, qui contient un bulletin de vote supplémentaire et une invitation au confort de leur choix. Mélanie prend le vote et Théotime l'invitation, mais Mélanie donnera son bulletin de vote à Théotime en cas de défaite des jaunes.
Chez les rouges, Fabian, Manu et Maxime vont pêcher sur un îlot voisin, mais sont surpris par la marée montante. Ils ont du mal à revenir sur leur île à cause de forts courants, ce qui inquiète leurs camarades. Ils finissent cependant par revenir en s'aidant d'un gros bambou, avec une petite récolte de crabes.
De retour sur son camp, Théotime annonce sa trouvaille au reste de son équipe, mais ne leur parle que de l'invitation au confort de son choix. Mel est rassurée qu'il ne s'agisse pas d'un avantage stratégique. Théotime révèle à Marvyn et André qu'il pourrait avoir également un deuxième vote en cas de défaite à l'épreuve d'immunité. De son côté, Mélanie dit tout ce qu'il s'est passé aux rouges, ainsi que l'accord en cas de défaite des jaunes à l'épreuve d'immunité.
Celle-ci est rapidement annoncée, ce sera la dernière avant la recomposition des équipes. Le principe est le suivant : avec un radeau relié à une corde, il s'agit d'aller chercher des pièces à 60 m en mer et par 2 m de profondeur, puis, avec ces pièces, il faut reconstruire un puzzle. May tire la boule noire chez les jaunes, Maxime pour les rouges. Les rouges s'imposent une nouvelle fois, grâce à Fabian qui est resté calme et concentré ; Mélanie donne alors discrètement son vote supplémentaire à Théotime.
Le soir, une dispute éclate entre May et Mel, cette dernière annonce alors qu'elle va voter contre May.

#### Jour 9: la vengeance du trio André-Marvyn-Théotime
En ce 9e jour, Mel tente tout pour sauver sa peau. Elle va voir Tugdual et Magalie pour essayer de les convaincre de voter contre May, mais ils hésitent. S'ils privilègient le mérite, ils voteront contre Mel, même s'ils ont plus d'affinité avec celle-ci.
Lors du conseil, Mel est éliminée par six voix contre elle et quatre contre May. Tous les aventuriers sont surpris que l'urne contienne 10 bulletins au lieu de 9. Théotime leur explique d'où vient ce 10e bulletin,,,.

### 4eépisode
Cet épisode est diffusé le 22 septembre 2017.

#### Jour 9 (suite): explications après le conseil
L'épisode s'ouvre sur la fin du conseil où Théotime donne des détails à ses 8 coéquipiers sur son bulletin vote supplémentaire. Tugdual ne pensait pas que Théotime était capable de cacher des choses.

#### Jour 10: recomposition des équipes et épreuve éliminatoire
Le 10e jour est synonyme de recomposition des équipes. May le sait, et attend cela avec impatience pour ne plus être considérée comme la dernière arrivée dans l'équipe des jaunes. Tandis que Marvyn, Théotime et André ont peur d'être séparés.
Peu après, les deux équipes sont convoquées pour la recomposition.
Denis Brogniart annonce aux cinq candidats ayant eu la chance d'aller sur le paradis perdu (André, Maxime, Mélanie, Romain et Théotime), qu'ils vont disputer une épreuve. Les deux premiers seront les capitaines des nouvelles tribus (et pourront donc choisir leurs nouveaux coéquipiers), tandis que le dernier sera éliminé. Le principe de l'épreuve est de reconstituer un puzzle en suspension et en équilibre, représentant une chauve-souris sans en avoir vu le modèle. Mélanie est la première à terminer suivie  de Maxime. Ce seront les deux capitaines. André et Romain terminent respectivement à la troisième et la quatrième place et Théotime est donc éliminé. Avant de partir, il donne son invitation à un confort de son choix à Marvyn.
Mélanie doit choisir en premier la couleur de sa nouvelle tribu et elle choisit de rester rouge. L'équipe de Maxime sera donc jaune. Les nouvelles équipes sont les  Makawa (rouge) de Mélanie, Sébastien, Sandrine, Romain, Marguerite, André, Marta et Tugdual et les Coravu (jaune) de Maxime, Fabian, Caroline, Manu, Magalie, Marvyn, Tiffany et May. Denis annonce qu'il va donner le feu aux rouges et partager le riz entre les deux équipes.
Les deux nouvelles équipes vont découvrir leur nouveau campement respectif. Sur le camp des jaunes, les anciens sont surpris car le campement des jeunes est très en bazar. Ils se lancent aussitôt dans un grand nettoyage, aidé par May. À l'inverse, sur le camp rouge, les jeunes sont surpris par l'organisation et la propreté du camp des anciens.
Les jeunes en infériorité numérique par rapport aux anciens, essayent de se rendre utile et de créer des liens.
Chez les jaunes, Maxime, Caroline et Fabian partent explorer leur nouveau camp et reviennent avec des fruits. Le soir, Fabian raconte l'histoire de son enfance, ce qui bouleverse ses coéquipiers.

#### Jour 11: venue d'un pêcheur local pour le confort
Le lendemain les plus agés commencent à aménager le camp des jaunes, mais chez les rouges les ainés, craignant de perdre le feu, ne dorment presque pas et sont fatigués. Les deux équipes sont convoquées à l'épreuve de confort. Le principe est de décrocher dix bambous en hauteur en prenant de l'élan puis en sautant d'une plate forme sur l'eau. La récompense consiste en une séance de formation à la survie par un pêcheur fidjien. Après une épreuve serrée, ce sont les jaunes qui s'imposent.
De retour sur leur camp, le local fidjien arrive. Ce pêcheur leur apporte du poisson et leur montre comment chasser des crabes de terre, récolter du Yams (un énorme tubercule local), une technique pour ouvrir rapidement une noix de coco et la raper pour faire du lait de coco. Les jaunes sont ravis et déclarent que cet accès à la nourriture les aidera dans les prochains jours. Néanmoins, ils seront par la suite incapables de récolter du yams ou chasser des crabes par eux-mêmes.
Sur le camp rouge, l'ambiance n'est pas la même. En effet, les trois jeunes sont dépités car c'est leur cinquième défaite consécutive. Marta et Tugdual se sentent en danger en cas de conseil.

#### Jour 12: un conseil immédiatement après l'épreuve d'immunité
Sur le camp jaune, les anciens sont debout les premiers, mais des leur réveil les jeunes ont à coeur de se montrer actifs. Fabian met deux minutes pour ouvrir une noix de coco avec la trchnique apprise la veille. Chez les rouges, le feu a failli s'éteindre cette nuit et cela crée des tensions autour de Marguerite, qui agace.
L'épreuve d'immunité est annoncée. C'est une épreuve en relais : après un parcours d'obstacles, il faut faire avancer 10 disques crantés sur un tronc. Les 7 premiers de chaque équipe ont chacun 1 minute 30 pour faire avancer les disques, et le 8ème doit terminer sans considération de temps. Après un sprint final entre May et Mélanie, l'équipe des jaunes l'emporte une nouvelle fois, de justesse.
Les rouges doivent aller au conseil, mais Denis Brogniart annonce que celui-ci aura lieu sur le champ. Les aventuriers ne pourront donc pas se concerter.
C'est Marta qui est éliminée avec 5 voix contre elle, 2 contre Marguerite et 1 contre Tugdual,,,

### 5eépisode
Cet épisode est diffusé le 29 septembre 2017.

#### Jour 13: l'appel aux proches, tensions entre les deux équipes
Au lendemain du conseil, chez les rouges, Tugdual a perdu sa coéquipière et amie Marta et se sent en danger car il a compris que les anciens conservaient leur alliance et que les jeunes étaient en infériorité numérique. De plus André lui a avoué avoir voté contre lui. Chez les jaunes, Marvyn et Manu partent pêcher bien que le kit de pêche soit resté chez les rouges.
Le jeu de confort est la classique épreuve de la poursuite dont le principe est de rattraper l'équipe adverse tout en tournant en rond et en portant sur les épaules un cordage de 70 kg. Afin de respecter l'équité, Denis Brogniart procède à un tirage au sort et May ne participe pas à l'épreuve. Les jaunes, restés longtemps au complet alors que les rouges n'étaient plus que 4, l'emportent et gagnent la possibilité de téléphoner à leur famille. Certains choisissent leurs parents, d'autres leurs enfants, leur compagnon, leurs frères ; les rouges sont dépités et surpris par la réaction de joie des jaunes à la suite de leur victoire.
Les jaunes choisissent Sébastien pour aller au « paradis perdu ». Celui-ci se rend alors sur leur camp. Heureux de l'accueillir, ils lui montrent comment trouver du yams, il les remercie car il y en a plein sur son île, puis fait part aux jaunes du sentiment des rouges au regard de leur victoire. Selon eux, ils ont trop exprimé leur joie et les rouges ont été déçus de leur manque d'empathie ; ils s'excusent, mais cette remarque passe mal pour les jaunes, surtout Fabian et Manu, les plus visés. Sébastien choisit Caroline et tous deux partent sur le paradis perdu. Le soir, ils discutent et Sébastien dit à Caroline que les rouges pourraient bien voter contre Marguerite, plus faible dans les épreuves et à l'origine de tensions.

#### Jour 14: première victoire pour la nouvelle équipe rouge
Au matin du 14e jour, Sébastien et Caroline se mettent à la recherche d'un coffre. Ils trouvent un, vide, car déjà trouvé par Romain et Thomas. Ils en trouvent un autre contenant une amulette qui immunise pour le conseil du soir ; Caroline la garde mais la donnera à Sébastien si son équipe perd l'immunité et doit aller au conseil.
De retour sur le camp jaune, Caroline parle de sa trouvaille à ses coéquipiers mais leur fait croire qu'elle peut être jouée à n'importe quel conseil. Elle parle aussi de la discussion à propos de Marguerite et révèle qu'elle a donné la permission aux rouges de voter contre elle en cas de conseil. Les jeunes sont surpris qu'il faille demander la permission pour éliminer un ex-rouge.
Sebastien de retour sur son camp dit aux rouges que les jaunes se sont excusés de leur attitude lors de leur victoire, sans réaliser que ses remarques ont déplu à leurs adversaires.
L'épreuve d'immunité est celle des « cages immergées » où les candidats doivent se rendre en mer, entrer dans une grande cage située à 60 m de la plage, ouvrir une trappe au fond pour y faire passer une jarre plus tous les aventuriers et revenir en premier sur la plage avec la jarre, en la portant sous l'eau grace à deux rondins qu'ils doivent positionner dans les anses. C'est Tiffany qui tire la boule noire. Après une épreuve au coude à coude, les rouges, mieux coordonnés, l'emportent.
De retour sur le camp, les rouges sont heureux d'avoir remporté leur première épreuve. Ils partent ensemble chercher du yams, et en trouvent. Ils se couchent le ventre plein.
Les jaunes, eux, ne savent pas contre qui voter. L'équipe est constituée à parts égales d'anciens et de jeunes. Les anciens rouges, très soudés, n'envisagent pas de voter contre l'un d'entre eux.

#### Jour 15: un vote à l'unanimité
Au matin du 15e jour, les jaunes sont indécis. Aucun n'a encore pris de décision concernant le conseil du soir. Les jeunes qui veulent être intégrés le plus possible avec les anciens, ne veulent pas s'allier pour essayer d'éliminer un ex-rouge. Pour les anciens, tout se joue entre May et Tiffany.
Au conseil, les anciens affirment que les jeunes leur ont redonné de l'énergie. Caroline sort son amulette mais elle n'annule aucun vote contre elle. May est éliminée à la quasi-unanimité avec sept voix contre une pour Manu,,,.

### 6eépisode
Cet épisode est diffusé le 6 octobre 2017.

#### Jour 16: les élastiques pour le confort, stratégies sur le paradis perdu
L'épisode commence avec un jeu de confort classique de Koh-Lanta, le jeu des élastiques : les deux équipes doivent tendre au maximum des élastiques auxquels ils sont attachés pour récupérer une série de 7 bambous fichés de plus en plus loin dans le sable. Au départ, les jaunes ont un léger retard qui permet aux rouges de prendre l'avantage mais, au dernier bambou, les jaunes remportent la victoire in extremis et gagnent deux côtes de bœuf.
Un barbecue, une table, du sel, du poivre, de la moutarde, des assiettes de feuilles tressées et des couverts sont dressés pour recevoir les jaunes. Tandis qu'ils dégustent leurs côtes de bœufs, ils décident d'envoyer Sandrine au paradis perdu. Avant de partir chez les jaunes, Sandrine annonce qu'elle partira sur le paradis perdu avec Fabian, mais quand elle arrive sur le camp des jaunes, celui-ci ne se sent pas bien, à la suite de l'épreuve de confort. Sandrine choisit donc Manu pour l'accompagner. Avant qu'ils partent, Fabian dit à Sandrine qu'il faut éliminer Tugdual en cas de conseil pour les rouges.
Le soir, Manu et Sandrine discutent de stratégie. En effet, cela ne dérangerait pas Manu que Marguerite soit éliminée à la place de Tugdual. Cela surprend Sandrine. Le fait que Sandrine préfère un rouge non méritant à un jaune méritant, surprend Manu.

#### Jour 17: un relai pour l'épreuve d'immunité, tensions chez les jaunes
Le réveil est difficile pour certains aventuriers. En effet, il a plu toute la nuit. Pour autant, sur le camp jaune, Fabian ne supporte pas que Caroline se plaigne et serait prêt à voter contre elle en cas de conseil. Il entreprend la construction d'un abri pour le feu.
Pendant ce temps, sur le paradis perdu, Manu et Sandrine se mettent à la recherche d'un coffre ; ils finissent par en trouver un. Celui-ci contient un vote supplémentaire, utilisable lors du prochain conseil. Sandrine le conserve, mais le transmettra à Manu si son équipe perd l'immunité.
De retour sur leur campement respectif, Manu et Sandrine racontent ce qu'ils ont trouvé sur le paradis perdu.
L'épreuve d'immunité est annoncée. C'est un relais où il faut rapporter des guirlandes de sacs, pesant de 25 à 55 kg, situés au bout d'un parcours d'obstacles. Les rouges, largement en tête durant toute l'épreuve, gagnent l'immunité.
De retour sur leur campement, les jaunes commencent à penser au conseil. Fabian est agacé par Caroline qui ne fait rien sur le camp, contrairement à certains jeunes. Fabian envisage de plus en plus de voter contre elle.

#### Jour 18: une épreuve surprise
Au matin du 18e jour, les rouges sont inquiets car Romain et André sont très fatigués et ne se sont toujours pas remis de l'épreuve de la veille. Plus tard, une bouteille annonçant une épreuve surprise arrive sur la plage des jaunes, qui ont perdu l'immunité. Ils devront s'affronter sur une épreuve individuelle. Celui ou celle qui l'emporte sera immunisé au conseil du soir. Le principe de l'épreuve est de réaliser un puzzle de 20 pièces représentant un dauphin. En même temps, il faut s'occuper d'une boule qui descend d'un mur. Des qu'elle est en bas, il faut la relancer d'en haut, sous peine d'écoper d'une pénalité de 30 secondes. C'est Manu qui s'impose sur cette épreuve. Il sera donc intouchable au conseil.
Les jaunes rentrent sur leur camp. Fabian annonce à Caroline qu'il va voter contre elle car elle en fait moins que les autres sur le camp. Caroline ne le pense pas et trouve même que Fabian prend trop de place sur le camp.
Lors du conseil, Caroline est éliminée avec 7 voix contre elle et 1 (vote de Caroline) contre Tiffany,.

### 7eépisode
Cet épisode est diffusé le 13 octobre 2017.

#### Jour 19: le pacte des anciens rompu
Au lendemain du conseil, les anciens de l’équipe jaune affirment que les couleurs d’origine n’existent plus. Mais les anciens de l’équipe rouge pensent que le pacte existe toujours et sont loin de s’imaginer que Caroline a été éliminée, notamment par Fabian. L'équipe jaune imagine dire à leurs anciens partenaires que c'est Caroline elle-même qui leur a demandé de voter contre elle, afin qu'ils croient que le pacte est toujours en vigueur.
L’épreuve de confort est rapidement annoncée. Avant de la débuter, la tribu rouge s'aperçoit avec surprise de l'élimination de Caroline mais semble accepter l'explication de Fabian. Le principe du jeu de confort, un classique de Koh-Lanta, est simple : un candidat monte sur une plate-forme horizontale dont l'équilibre est assuré par ses coéquipiers, au moyen d'une corde tendue. Sandrine (rouge) tire la boule noire. Ce sont Tiffany (jaune) et Marguerite (jaune) qui se placent sur la planche, étant les plus légères. Maxime, victime de brûlures aux mains, lâche rapidement, suivi de Fabian. Finalement, ce sont les rouges qui s’imposent assez facilement. Ils vont ainsi avoir la possibilité de boire du jus de fruits, de se laver et de se brosser les dents.
Ils désignent Fabian pour aller au paradis perdu, pensant que le pacte des anciens est toujours en vigueur et persuadés qu'il choisira Marguerite pour y aller avec lui. Pendant ce temps, les jaunes rentrent déçus de leur performance au jeu de confort, notamment Maxime qui s’en veut d’avoir lâché en premier. Quand les rouges reviennent de leur récompense, Fabian arrive sur le camp des Makawa. Il est chargé par les jaunes de se renseigner sur leurs réserves de nourriture, et éventuellement de leur demander du yams. Les jaunes, revenant juste de leur confort, n'ont pas eu le temps d'aller en chercher. Fabian n'est pas convaincu par leur explication, mais feint de l'être. Il choisit Sandrine pour l’accompagner, ce qui stupéfie Marguerite qui trouve injuste que Sandrine soit choisie une deuxième fois consécutive pour se rendre sur le Paradis perdu. Le soir, Fabian annonce à Sandrine sa stratégie : l’alliance des anciens n’existe plus. Il compte éliminer rapidement Sébastien et Romain. Sandrine est stupéfaite de ce qu’elle vient d’entendre de la bouche de Fabian, elle qui comme tous les rouges, croyait que le pacte des anciens était encore en vigueur.

#### Jour 20: la construction des radeaux
Au matin du 20e jour, Sandrine et Fabian se mettent à la recherche d’un coffre. Sandrine, toujours abasourdie de la révélation de Fabian, ne sait pas quoi en penser, mais déclare vouloir garder le secret. Après plusieurs heures de recherche, ils rentrent bredouille sur leur campement respectif.
Pendant ce temps, les deux tribus reçoivent des bambous accompagnés d’un message leur disant de construire un radeau pour l’épreuve d’immunité du lendemain. Le radeau doit être le plus rapide, solide et maniable possible. Chez les rouges, c’est Romain qui prend les commandes de la construction du radeau alors que chez les jaunes, c’est principalement Maxime et Manu qui sont les plus actifs à la construction. Une fois construit, les rouges effectuent un test concluant avec leur radeau, après quoi Romain leur enseigne la technique pour pagayer efficacement, tandis que les jaunes, trop fatigués, préfèrent se reposer pour l’épreuve du lendemain. C'est alors que Fabian rentre sur le camp et leur explique ne pas avoir trouvé de coffre, et leur dit que les rouges ont refusé de lui donner du yams, qu'ils mangent beaucoup avant les épreuves et que Sébastien est très autoritaire sur le camp, tandis que c'est Romain qui prend le commandement lors des épreuves.
Sandrine, de retour sur le camp rouge, raconte leur exploration infructueuse sur le paradis perdu, mais tait les révélations de Fabian. Marguerite pense que si elle avait été à sa place, elle aurait pu faire mieux.

#### Jour 21: les jaunes en difficulté, tirage au sort au conseil
Au matin du 21e jour, l’epreuve d'immunité est annoncée : une course de radeaux, dont le parcours en U comporte quatre balises contenant un témoin qu'ils doivent récupérer. Avant de débuter l’épreuve, Denis Brogniart effectue un tirage au sort chez les rouges et c’est Marguerite qui ne pourra pas participer à cette épreuve. Rapidement, les rouges prennent de l’avance grace à leur radeau plus maniable que celui des jaunes et une meilleure coordination. Finalement, les rouges gagnent une nouvelle fois l’épreuve, avec plus de 150 m d'avance.
De retour sur leur camp, les rouges sont euphoriques d’avoir remporté le totem pour la troisième fois consécutive. Ils s'essaient au maniement du filet de pêche, sans aucune efficacité mais dans la bonne humeur. Chez les jaunes l’ambiance est tout autre et des stratégies se mettent en place. Fabian est agacé par l’attitude de Marvyn, qu’il ne juge pas méritant sur le vamp. Il s'en ouvre à Tiffany. Maxime a fait des promesses à tous ses équipiers, sauf Tiffany, mais la trouve plus méritante que Marvyn. Celui-ci étant visé pour le conseil par les trois anciens (Maxime, Fabian et Manu), il tente de rallier Tiffany et Magalie pour essayer d’éliminer Manu. Magalie hésite et laisse planer le doute jusqu’au conseil. Le soir même, le vote est tendu : Manu et Marvyn obtiennent trois votes chacun, ce qui conduit à un second vote. Le résultat étant le même, Denis Brogniart procède à un tirage au sort qui conduit à l'élimination de Manu,.

### 8eépisode
Cet épisode est diffusé le 20 octobre.

#### Jour 22: une épreuve aquatique pour le dernier confort en équipe
Maxime et Fabian ont du mal à digérer l'élimination de Manu. La réaction de Fabian passe mal auprès des jeunes, mais il finit par s'en excuser.
Les rouges étant surpris de l'absence de Manu, les jaunes expliquent qu'il y a eu tirage au sort.
L'épreuve de confort est une épreuve aquatique en apnée consistant à rapporter des pierres immergées. Mélanie et Romain (rouges) tirent la boule noire. L'épreuve est gagnée de très peu par l'équipe jaune. 2 pizzas constituent la récompense. Denis Brogniart annonce la réunification ; chaque équipe doit désigner l'ambassadeur de l'équipe adverse. Ils devront se mettre d'accord pour éliminer un candidat et personne n'ira sur le paradis perdu. Tout en profitant de leur récompense, les jaunes parlent de Sébastien, qu'ils trouvent individualiste et autoritaire. Ils lui reprochent d'avoir mal parlé à Marguerite. C'est pourquoi ils désignent cette dernière pour être ambassadrice des rouges. Chez les jaunes, c'est Tugdual qui fait les frais de la conversation. Ils désignent Fabian pour être l'ambassadeur des jaunes, les anciens, majoritaires, pensant qu'il sera enclin à éliminer un jeune.

#### Jour 23: réunification, discussion des ambassadeurs
Le lendemain, aux ambassadeurs, Fabian tente d'influencer Marguerite en lui expliquant que Sébastien leur a demandé l'autorisation de voter contre elle et en lui rappelant son attitude envers elle, et lui propose de s'allier avec eux. Marguerite propose Marvyn. Fabian refuse et insiste pour éliminer Romain et Sébastien. Marguerite refuse absolument cette proposition. Ils ne parviennent pas à se mettre d'accord sur un nom et font mine de vouloir aller au tirage au sort.
Pendant ce temps là, les deux tribus se rejoignent sur le camp des rouges. Les retrouvailles se passent bien, sauf entre Maxime et Sébastien. La nouvelle tribu réunifiée  met la nourriture en commun. Les jeunes pensent que c'est l'un d'eux qui sera éliminé, Marguerite ayant déclaré vouloir éliminer Marvyn.
Fabian et Marguerite finissent par renoncer à aller à la boule noire. Marguerite hésite à voter contre Romain et Sébastien, de crainte de se mettre sa tribu à dos, mais elle accepte d'éliminer Tugdual, ce qui convient à Fabian.
Les ambassadeurs arrivent sur le camp avec la bannière blanche. Ils annoncent avoir choisi Tugdual. Celui-ci leur révèle avoir perdu la vue d'un oeil ce qui fait qu'il manque de confiance en lui, mais prend son éviction sans rancœur.
Fabian explique à Romain et Sébastien que le pacte des anciens est toujours d'actualité. Ils le croient. Fabian explique à Mélanie sa stratégie pour éliminer Romain et Sébastien. Elle demande pourquoi ne pas commencer par sortir les jeunes qui restent. L'explication de Fabian la laisse dubitative.

#### Jour 24: première épreuve individuelle
Mélanie et Sandrine ont réfléchi et ne sont pas convaincues par la stratégie de Fabian, elles décident de ne pas s'y rallier. De son côté, Fabian, persuadé de pouvoir compter sur leurs votes, continue à fomenter l'élimination de Sébastien ou Romain.
L'épreuve d'immunité individuelle est celle de « l'étoile » où les candidats doivent rester le plus longtemps possible en équilibre entre deux planches de bois. Tiffany est la première à tomber au bout d'une minute, suivie d'André (1 min 15 s), Fabian (moins de 2 min), Maxime, Romain et Marvyn (moins de 3 min), Magalie (6 min 40 s), Marguerite (moins de 7 min) et Sandrine (54 min). La victoire se joue entre Mélanie et Sébastien qui remporte l'immunité après avoir tenu plus d'une heure.
Après l'épreuve, Denis annonce que des colliers d'immunité sont cachés sur l'île et que le candidat en trouvant un, peut, s'il le souhaite, le donner à quelqu'un d'autre. Les aventuriers se lancent à leur recherche mais personne n'en trouve avant le conseil. L'immunité de Sébastien perturbe les plans de Fabian, obligé de revoir sa copie, d'autant que Maxime lui dit ne pas être à l'aise avec l'idée de se débarrasser des plus forts. Fabian déclare ressentir la même chose.
Marguerite s'énerve que certains aient commencé à manger sans attendre les autres. Elle justifie son éclat en disant que c'était pour qu'il y ait une bonne ambiance sur le camp.
Après une égalité de voix entre Romain et Marvyn lors du premier vote, les aventuriers revotent pour éliminer l'un des deux et Marvyn, éliminé pour la seconde fois, devient le premier membre du jury final ; il donne son vote noir à Magalie qui peut remplir deux bulletins au prochain conseil,,.

### 9eépisode
Cet épisode est diffusé le  27 octobre 2017.

#### Jour 25: épreuve de la dégustation pour le confort
L'ambiance est pesante sur le camp depuis le conseil. Le revirement de Maxime met Fabian dans l'embarras. Romain et Sébastien réalisent que Fabian leur a menti, mais Sébastien en veut aussi à Maxime, qui a vidé son sac lors du conseil quant à son ressenti au sujet de certains comportements de Sébastien. Sandrine confirme à Sébastien que son attitude manque parfois de modestie, ce qui l'étonne et le contrarie. Il décide de crever l'abcès avec Maxime. Les jeunes se sentent trahis par Maxime, et se disent que les anciens se sont de nouveau entendus pour les éliminer.
Lors de l'épreuve de confort, les aventuriers doivent manger un gros scarabée noir. Fabian et Magalie, les deux plus rapides, sont qualifiés pour la finale et doivent désigner parmi les perdants le binôme de leur adversaire. Fabian se voit attribuer Marguerite et Magalie, Mélanie. Ils doivent manger une succession de plusieurs plats le plus vite possible. Dans un premier temps Magali et Fabian doivent déguster un ver de coco vivant, une mante religieuse et un cafard. Le plat de Mélanie et Marguerite est composé d' un ver de coco et un scolopendre. Fabian et Marguerite l'emportent et peuvent découvrir leur deuxième plat, un oeil de barracuda. Mélanie prend du retard avec le ver de coco mais finit par l'avaler. L'oeil de barracuda pose davantage de difficulté à Marguerite, et Mélanie rattrape son retard, mais ce sont Fabian et Marguerite qui l'emportent. Ils ont le choix entre un baptême de plongée ou aller sur le paradis perdu. Ils choisissent la plongée.
Sur le camp, les anciens reprochent à André, sur le ton de la plaisanterie, d'avoir voté contre Romain. Il explique que Marvyn était son ami depuis le début et que le choix était difficile. Les jeunes se sentent menacés, et les anciens discutent de la marche à suivre pour éliminer les jeunes. Maxime, qui s'était juré de ne plus se mêler de stratégie, se retrouve rallié par son ancienne alliance, mais n'exclut pas, si Fabian veut toujours éliminer Romain et Sébastien, de le suivre dans cette voie.
Fabian confirme qu'il est en effet préférable d'essayer d'éliminer les deux hommes les plus dangereux.

#### Jour 26: une nuit difficile à cause de la pluie, de l'apnée pour l'épreuve d'immunité
La nuit suivante est mouvementée car, à cause de la pluie, les aventuriers dorment peu et s'occupent à tour de rôle du feu, sauf André qui a fait une nuit complète, bien qu'ayant servi d'oreiller par moments à Tiffany.
L'épreuve d'immunité individuelle est une épreuve d'apnée où les aventuriers, placés sous une échelle horizontale, doivent tenir le plus longtemps possible alors que la marée monte et que leurs visages se retrouvent immergés. Magalie est la première à abandonner suivie par Sandrine, Tiffany, Sébastien, Maxime, Marguerite, Fabian, Mélanie et Romain. André remporte le totem.

#### Jour 27: jeunes contre anciens
Les anciens veulent alors éliminer les jeunes un par un, à commencer par Tiffany. André, Tiffany et Magalie, qui veulent se sauver, souhaitent éliminer Sébastien tandis que Maxime et Fabian ne savent pas quel camp suivre : ils souhaiteraient éliminer Sébastien qui représente une menace pour eux sur les épreuves mais Tiffany a été fragilisée par une nouvelle nuit sous la pluie et les deux hommes craignent qu'elle se soit affaiblie.
Avec 5 votes des anciens contre Tiffany et 4 votes des jeunes (Magalie ayant eu le vote noir de Marvyn) contre Sébastien, Maxime et Fabian vont faire pencher la balance lors de ce conseil : Sébastien est éliminé et donne son vote noir à Romain,,.

### 10eépisode
Cet épisode est diffusé  le 3 novembre.

#### Jour 28: épreuve de confort en quatuors, Tiffany envoyée sur le paradis perdu
Après le conseil, les anciens sont déçus de l'attitude de Fabian et Maxime qui n'ont pas respecté le pacte des anciens rouges du début de l'aventure, Fabian avait pourtant averti Sandrine, Mélanie puis Marguerite de ses intentions à plusieurs occasions.
Sébastien rejoint Marvyn à la résidence du jury final, ce qui réjouit le jeune homme, car cela prouve que les jeunes ne se laissent pas faire sans résistance. Les deux hommes estiment avoir été trahis par Maxime.
Le lendemain, les aventuriers sont convoqués à l'épreuve de confort. Comme c'est une épreuve opposant deux équipes de quatre participants, un aventurier n'y participera pas. Après tirage au sort, Romain et Sandrine sont désignés comme capitaines et Tiffany, qui n'est choisie par aucune des deux équipes, est écartée et envoyée en secret sur le paradis perdu. Les deux équipes, constituées de Romain, Fabian, André et Magalie face à Sandrine, Marguerite, Mélanie et Maxime, doivent reconstituer le plus vite possible une combinaison de douze symboles disposés en 3 lignes de 4, dans l'ordre, via un relais. L'équipe de Romain mémorise ligne par ligne tandis que celle de Sandrine veut tout retenir du premier coup, bien que Marguerite ait proposé la mémorisation ligne par ligne. L'équipe de Romain, qui gagne grâce à la bonne stratégie, bénéficie d'un repas dans une famille fidjienne. Ils sont initiés au maniement de la charrue à bœufs, puis la grand mère les emmène cueillir des pastèques, qu'ils dégustent dans le champ. Ils partagent ensuite un repas composé de quantités de petits plats de mets variés avec la famille, et passent la nuit sur des nattes.
En rentrant sur le camp, l'équipe perdante est étonnée de ne pas trouver Tiffany. Cette dernière a trouvé un collier d'immunité individuel sur le paradis perdu, bien que n'ayant jamais utilisé de carte. Elle décide de ne pas révéler qu'elle est allée sur le paradis perdu et prétend être allée se reposer sur une île. La soirée permet à Mélanie, Sandrine et Marguerite de découvrir Tiffany et de l'apprécier au point d'envisager de voter Magalie à sa place au prochain conseil. Le lendemain, Romain, Fabian, André et Magalie revenus de leur récompense, Tiffany confie son secret à André et Magalie ; ils envisagent tous trois de voter contre Fabian, le jugeant trop égocentrique.

#### Jour 29: une épreuve pour le courrier des proches
Sandrine et Tiffany sont choisies pour aller chercher le courrier de leurs proches. À l'issue d'un jeu, elles ne peuvent ramener que le courrier de cinq personnes et se sacrifient, en plus de priver de courrier Marguerite et André. Pendant ce temps, les jeunes essayent de convaincre Mélanie de voter contre Marguerite ou Fabian. Tiffany et Sandrine reviennent en pleurs, mais Marguerite et André, bien que très déçus, comprennent leur choix, conscient que faire ce choix n'a pas été facile pour les deux jeunes femmes.

#### Jour 30: coup de bluff des jeunes
L'épreuve d'immunité est un parcours du combattant. Mélanie gagne la course des filles et Romain celle des garçons. En finale, où  Mélanie remporte l'immunité, ils doivent, à l'aide d'une fourche, empiler une série de quatre boules et autant de socles. Avant le conseil, les jeunes, qui veulent voter contre Fabian, cherchent, sans succès, à connaître le vote des anciens car Tiffany ne sait pas si elle doit sortir ou non son collier voire le donner à Magalie. Fabian, Tiffany et Magalie sont ainsi en danger pour ce conseil. Tiffany donne finalement son collier d'immunité à Magalie qui, bien que recevant la majorité des votes contre elle, est sauvée aux dépens de Fabian,,.

### 11eépisode
Cet épisode est diffusé le 17 novembre 2017.

#### Jour 31: les destins liés
A l'issue du conseil, les aventuriers questionnent Magalie sur la provenance du collier. Tiffany révèle qu'elle lui a donné le sien et élude leurs questions concernant le lieu et le moment de sa découverte.
Fabian rejoint la résidence du jury final et, bon joueur, admire la stratégie des jeunes. Marvyn est ravi que ses anciens équipiers aient réussi à se sauver une fois de plus, tandis que Sébastien est toujours remonté contre Maxime.
Pour cet épisode, des binômes sont constitués et les binômes, qui disputent les épreuves ensemble, risquent une élimination commune ; une victoire dans l'épreuve d'immunité ou un collier d'immunité protège les deux membres du binôme. Quatre binômes sont constitués par tirage au sort : Marguerite et Romain, Tiffany et Mélanie, André et Maxime, Magalie et Sandrine. L'épreuve de confort consiste à effectuer un parcours d'obstacles accrochés deux par deux par une corde, puis à récupérer deux pièces de bois à l'aide d'un grappin. Tiffany et Mélanie terminent en tête la course d'obstacle, juste devant Romain et Marguerite, puis Maxime et André, tandis que Magalie et Sandrine sont loin derrière. André est le premier à rapporter son palet, avant Mélanie puis Marguerite. Maxime rapporte le second palet, permettant à son duo de profiter de la récompense (un brunch ou un départ pour le paradis perdu) ; ils choisissent de profiter du brunch. Dix oeufs, de la pate à crêpes, des champignons, du jambon, du bacon, du fromage, des tomates, des oignons, du jus de fruit, des petits pains au chocolat, des muffins, des fruits, de la confiture, du thé, du café... Maxime cuisine et les deux garçons se régalent.
Pendant ce temps, Mélanie et Sandrine se désolent du tirage au sort. Romain rassure Marguerite en lui rappelant qu'il a un collier, mais elle est soucieuse à l'idée de devoir voter contre un de ses alliés, qui sont tous en binôme avec un jeune.
Maxime et André se rendent compte qu'ils sont en grand danger s'ils ne gagnent pas l'épreuve d'immunité tandis que Mélanie en veut à Fabian et Maxime de ne pas avoir respecté la stratégie des anciens. Maxime part chercher un collier d'immunité. Magalie prévient André que Mélanie veut voter contre lui, ce qui étonne le jeune homme qui croyait être protégé par la Suissesse.

#### Jour 32: une épreuve d'immunité très disputée
Lors de l'épreuve d'immunité, un membre par binôme a les yeux bandés. La première partie du jeu, de manière similaire au jeu de confort, est une course d'obstacles, reliés par une corde. Lors de la seconde partie, chaque candidat aux yeux bandés doit, guidé par son partenaire, faire un aller-retour pour ramener un masque en bois parmi trois. Le masque ramené doit être identique à un modèle, dont ils ne peuvent prendre connaissance que grâce au toucher, et qui se situe à mi-chemin entre les masques et la ligne de départ/arrivée. Les aventuriers aveuglés sont Tiffany, Magalie, Romain et Maxime. Maxime et André terminent en tête de la course d'obstacle, juste devant Tiffany et Mélanie, Romain et Marguerite puis Sandrine et Magalie. Maxime choisit d'aller le plus vite possible, sans prendre le temps d'identifier le bon masque. S'il est le premier à rapporter un masque, ce n'est pas le bon. Il effectue un deuxième aller-retour qui se solde par un nouvel échec. Tiffany rapporte un masque qui n'est pas le bon. Alors que Romain, qui n'entend pas la voix de sa partenaire, n'a toujours pas trouvé le poteau où sont accrochés ses trois masques, Magalie se dirige vers la ligne d'arrivée suivie de Maxime, avec son troisième masque. Magalie arrive avant lui, avec le bon masque, et permet à son binôme de remporter l'épreuve.

#### Jour 33: une stratégie des jeunes et Maxime qui échoue
De retour sur le camp, tandis que Maxime est persuadé de sortir au prochain conseil, André, Tiffany et Magalie souhaitent voter contre Marguerite en espérant que Romain ne joue pas son collier d'immunité. Pour cela, ils doivent convaincre Maxime de mettre ses deux voix contre Marguerite. André décide d'attendre avant de mettre au courant Maxime, le trio ayant été échaudé par ses atermoiements précédents, et faire croire à Romain qu'ils restent persuadés qu'il va jouer son collier d'immunité.
Le jour du conseil, Maxime présente à André sa stratégie pour éviter l'élimination : convaincre Marguerite de voter avec eux contre le binôme Tiffany-Mélanie. André lui présente son plan plus tôt que prévu, mais Maxime argue que c'est trop risqué. Il va parler à Marguerite qui refuse d'éliminer Mélanie et Tiffany. Maxime se range alors derrière le plan d'André. Pendant ce temps-là, Romain hésite à sortir son collier d'immunité, pensant que les autres ne vont pas voter contre son binôme mais est gêné par le risque qu'il fait courir à sa partenaire. Au conseil, les trois jeunes et Maxime votent contre Marguerite, les autres contre Maxime. Comme Romain joue son collier d'immunité, Maxime est éliminé et entraîne André dans sa chute ; Maxime donne son vote noir à Magalie,.

### 12eépisode
Cet épisode est diffusé le 24 novembre 2017.

#### Jour 34: un gâteau au chocolat pour le confort
Mélanie et Sandrine  sont ulcérées que les jeunes aient encore essayé de sauver leur place. Le torchon brule entre les anciens et les jeunes.
A la résidence du jury final, Maxime subit les reproches de Sébastien, toujours pas remis d'avoir fait les frais des stratégies de Fabian et Maxime mais estimant celui- ci seul responsable et l'accusant de narcissisme et d'égoïsme...
Pour l'épreuve de confort, les candidats doivent aligner des dominos de manière à faire tomber le dernier dans un petit panier. Romain et Sandrine sont les premiers à tenter de faire tomber leur série de dominos mais leur ligne est trop courte. Romain réussit à sa quatrième tentative et remporte l'épreuve. Romain a le choix entre un gâteau au chocolat et un massage ou se rendre sur le paradis perdu avec la personne de son choix ; il choisit la récompense avec Sandrine, car elle a sacrifié son courrier pour lui rapporter le sien. Tandis qu'ils profitent du gâteau et du massage au bord d'une piscine, et que Sandrine se fait épiler les sourcils, Mélanie, Tiffany, Magalie et Marguerite partent pêcher des crabes et des coquillages dans les rochers ; effrayée par un cri de Marguerite, surprise par un crabe, Mélanie fait un mouvement brusque et se blesse à la cuisse.

#### Jour 35: une épreuve surprise
Le lendemain, les candidats disputent une épreuve spéciale où l'enjeu est double car le gagnant obtient un avantage important tandis que le perdant a une voix d'office contre lui au prochain conseil. Les candidats, en équilibre sur une fine poutre, doivent lancer 5 noix de coco dans un filet. Magalie remporte l'épreuve, quelques instants avant le dernier lancer de Romain. Pendant que Marguerite manque ses deux premières noix de coco, Tiffany enchaîne les lancers réussis et prend la troisième place. Sandrine prend la quatrième place alors qu'il ne reste plus qu'une noix de coco à mettre pour Mélanie et Marguerite, qui place sa cinquième noix de coco avant Mélanie.
De retour sur le camp, Magalie découvre son avantage : le message obtenu lui révèle que chacune des deux malles sur le camp recèle un demi-collier d'immunité. Le collier formé par ces deux moitiés peut être donné à une autre personne. Magalie prévient son alliée Tiffany, puis profite du fait que Mélanie se repose sur la plage et que Romain, Sandrine et Marguerite partent chercher de la nourriture pour récupérer les demi-colliers. Durant l'après-midi, les plus anciens souhaitent connaître l'avantage de Magalie qui déclare simplement qu'il s'agit d'un avantage très important.

#### Jour 36: nouvel abandon médical, Tiffany et Magalie renversent la vapeur
L'épreuve d'immunité se fait sans la présence de Mélanie que sa blessure contraint à l'abandon. Denis Brogniart annonce alors que, puisqu'au dernier conseil deux candidats ont été éliminés, Maxime et André disputeront, après le conseil, un duel dont le vainqueur réintègrera l'aventure. Lors de l'épreuve d'immunité, les candidats doivent maintenir les bras levés une barre métallique à laquelle est accroché un seau d'eau. Le jeu est perdu lorsque l'eau se renverse. Romain perd après cinq minutes, Sandrine est la seconde éliminée, après trois quarts d'heure. Marguerite lâche prise après plus d'une heure et quart, suivie peu après par Magalie. Tiffany remporte donc sa première épreuve individuelle.
André et Maxime reçoivent un message leur signifiant que l'un d'eux aura la possibilité de réintégrer le jeu après un duel.
De retour sur le camp, tandis que les plus anciens se savent en grand danger, Tiffany et Magalie hésitent entre voter Romain ou Marguerite.
Finalement, Magalie, qui a un vote noir, met un vote contre Romain et le second contre Marguerite. Tiffany vote contre Romain, alors que Sandrine, Romain et Marguerite votent contre Magalie. Cette dernière joue son collier d'immunité, précipitant ainsi la sortie de Romain qui confie son vote noir à Sandrine,.

### 13eépisode
Cet épisode est diffusé le 8 décembre 2017.

#### Jour 37: un duel pour réintégrer l'aventure, la venue des proches
Le matin du 37e jour d'aventure, André et Maxime disputent un duel, afin de déterminer qui va réintégrer le jeu, à la suite de l'abandon médical de Mélanie la veille. L'épreuve consiste à maintenir, à bout de bras, les deux parties d'un extenseur métallique. Les deux hommes se livrent une belle bataille puis Maxime lâche brusquement. André revient dans l'aventure. Avant de partir, Maxime exprime son souhait de voir André aller jusqu'au bout du jeu.
Pendant ce temps, les quatre candidates restantes découvrent, sur le camp, une cible et des arcs et peuvent s'entraîner en vue de l'épreuve de confort. Alors que Magalie fait exprès de ne pas bien tirer pour ne pas faire peur aux autres candidates, Marguerite passe le plus de temps à s'exercer.
André rejoint le jeu sur le lieu de l'épreuve de confort, Tiffany et Magalie sont très heureuses de son retour. La récompense est la possibilité de passer une journée avec un proche. S'ils gagnent, André et Tiffany passeront du temps avec leur mère, Sandrine et Marguerite avec leur fille et Magalie avec son compagnon. Après chaque salve, celui ou celle qui place la flèche la plus proche du centre de la cible doit casser la flèche d'un concurrent ; un candidat est éliminé quand ses deux flèches sont brisées. Tiffany remporte la première salve et casse une flèche de Marguerite qui gagne la deuxième salve et casse en retour la flèche de Tiffany. André remporte la troisième salve et élimine Marguerite. Tiffany, la meilleure lors des deux salves suivantes, élimine André. Magalie remporte la sixième salve, casse la seconde flèche de Tiffany et se retrouve en finale contre Sandrine. Les deux candidates tirent trois flèches et la gagnante est celle qui place sa flèche la plus proche du cœur de la cible. Sandrine, bien que meilleure sur les deux premiers tirs, échoue face au dernier tir de Magalie qui, avec son compagnon, passe une journée dans un bel hôtel tandis que Sandrine joue l'avantage que lui a transmis Mélanie, une invitation à un confort perdu que Théodime avait trouvé sur l'île au trésor : elle et sa fille profitent d'un moment ensemble.
Malgré sa défaite, André est très heureux de retrouver le camp bien que Marguerite lui en veuille d'avoir cassé sa seconde flèche. André, Marguerite et Tiffany partent chercher de la nourriture, notamment des pommes de terre mais la cueillette est peu fructueuse.

#### Jour 38: l'épreuve de l'équilibre pour la dernière immunité
Le lendemain, Magalie retrouve les autres candidats sur le lieu de l'épreuve d'immunité, une course d'équilibre en plusieurs étapes. Après chaque étape, le dernier est éliminé. Lors de la première étape, les candidats franchissent une poutre fixe. Tiffany termine première et Sandrine est éliminée. La deuxième étape consiste à franchir une échelle flottante. Tiffany est à nouveau en tête et Magalie éliminée. La troisième étape est un franchissement d'une poutre flottante : Marguerite est la première et André éliminé. Lors de la finale, les deux candidates restantes doivent effectuer les trois étapes précédentes puis franchir une quatrième poutre. Marguerite franchit le premier obstacle rapidement, alors que Tiffany ne réussit qu'à son deuxième essai. Elle revient à hauteur de sa concurrente à la faveur du deuxième obstacle. Après plusieurs tentatives infructueuses, Tiffany franchit la dernière poutre et remporte l'épreuve d'immunité.

#### Jour 39: ultime conseil de l'aventure
De retour sur le camp, Marguerite cherche activement un collier d'immunité et Sandrine se rapproche des jeunes qui doutent de sa sincérité et se demandent si sa sérénité ne cache pas la possession d'un collier d'immunité. André pense à couper un jeune palmier pour trouver du coeur de palmier et fait découvrir cette nouvelle saveur à ses compagnes.
Le lendemain, Marguerite cherche toujours un collier d’immunité mais, ne le trouvant pas, tente un coup de bluff : elle se repose sur le camp pour faire croire aux autres qu'elle a un collier. Comme les jeunes doutent fortement, elle parfait sa stratégie en partant en forêt, avec son sac, juste avant le conseil, suivie par Tiffany, et reste très évasive sur son passage en forêt lors du retour sur le camp, prétendant s'être rendue au toilettes.
Lors du conseil, André, Tiffany et Magalie votent contre Marguerite, Sandrine (et ses deux voix) et Marguerite contre André. Après cette égalité, un second vote est organisé, cette fois-ci sans le vote noir de Sandrine. Logiquement, André, Tiffany et Magalie votent à nouveau contre Marguerite qui est éliminée,.

### 14eépisode
Cet épisode est diffusé le 15 décembre 2017.

#### Jour 40: épreuve de l'orientation
L'épisode débute sur le camp où les jeunes se félicitent d'avoir éliminé les ex-rouges un par un.

Pendant ce temps Marguerite arrive à la résidence du jury final. Tous sont déçus de la voir arriver à part Marvyn (seul jeune de la résidence).

Rapidement, l'épreuve de l'orientation est annoncée. Denis Brogniart rappelle rapidement les règles. Les quatre aventuriers doivent trouver un élément repère : l'arbre main, l'arbre dragon ou l'écorce craquelée. À partir de ce repère ils doivent trouver une balise dans un rayon de 15 pas. Puis la balise leur indiquera la direction et le nombre de pas à faire pour trouver le poignard. Magalie, Sandrine et André se dirigent tous les trois vers l'écorce craquelée tandis que Tiffany se dirige vers l'arbre dragon et le trouve assez rapidement. André voyant qu'ils sont trois sur l'écorce craquelée, décide de changer de repère et de trouver l'arbre main. Magalie puis Sandrine trouvent l'écorce craquelée et André trouve l'arbre main. Peu de temps après, Tiffany trouve sa balise et retourne à la table d'orientation pour savoir quelle direction prendre. Mais au retour, elle met du temps à retrouver son arbre et sa balise. Une fois retrouvés, elle part dans la bonne direction et trouve assez rapidement son poignard. Tiffany gagne l'orientation en 1h20. Pendant ce temps, les trois autres aventuriers n'ont toujours pas trouvé leur balise. Au bout de 2h15, Magalie retourne à la table d'orientation pour mémoriser les couleurs et réfléchir si elle change de repère. Peu après, André trouve sa balise et retourne donc à la table d'orientation. Sandrine trouve elle aussi sa balise puis Magalie qui observait où Sandrine cherchait la trouve à son tour. Elle pense avoir mémorisé la direction correspondante à sa couleur sauf qu'elle se trompe et part dans une mauvaise direction. En plus, elle perd sa boussole et décide de suivre Sandrine. Finalement Magalie trouve son poignard avant Sandrine. Cette dernière va sur le repère d'André qui n'a toujours pas trouvé son poignard. Peu de temps après, André le trouve après 4h50 de recherches. Sandrine, dernière ex-rouge, est donc éliminée.

#### Jour 41: épreuve des poteaux et conseil final
Le lendemain, Denis vient sur le camp et pose des questions aux trois aventuriers, sur leur aventure ou leurs futurs projets.
Peu après, c'est l'heure de l'ultime épreuve : les poteaux. Denis rappelle les règles et que la surface des poteaux se réduira au cours de l'epreuve. Dès le début de l'épreuve, André a du mal à tenir. Au bout de 1h30, la surface se réduit une première fois. Mais les trois aventuriers tiennent. Au bout de 2h07, la surface se réduit une seconde fois. À ce moment précis, Magalie et Tiffany tombent en même temps de leur poteau à peine une seconde avant André qui remporte cette épreuve. Il choisit Tiffany pour l'affronter lors du conseil final. Magalie est donc éliminée et est le dernier membre du jury final.

Le soir même, se déroule le conseil avec les 9 membres du jury final (Marvyn, Sébastien, Fabian, Maxime, Mélanie, Romain, Marguerite, Sandrine et Magalie). Lors de l'arrivée de Sandrine, les anciens sont déçus car c'était la dernière de leur équipe. Les membres du jury peuvent alors poser leurs questions. Tiffany explique où elle a réellement trouvé son collier d'immunité, lors de l'épisode 10. Puis Sébastien parle de la trahison de Fabian et Maxime concernant le pacte des anciens. Enfin, Tiffany et André font un rapide discours avant que les membres du jury final aillent voter.

#### Le dépouillement en direct
Le dépouillement se fait en direct d'un plateau à Paris avec Denis Brogniart et tous les aventuriers de cette saison. C'est André qui est déclaré le grand vainqueur avec 8 voix contre 1 pour Tiffany,,.

## Audiences et diffusion
| Émission    | Jour et horaire de diffusion              | Nombre de téléspectateurs | Part de marché (sur les 4 ans et plus) | Classement des audiences de la soirée | Références |
| ----------- | ----------------------------------------- | ------------------------- | -------------------------------------- | ------------------------------------- | ---------- |
| 1           | Vendredi 1er septembre 2017 (21:00-23:40) | 5 374 000                 | 27,1 %                                 | 1er                                   | [ 64 ]     |
| 2           | Vendredi 8 septembre 2017 (21:00-23:40)   | 5 188 000                 | 24,9 %                                 | 1er                                   | [ 65 ]     |
| 3           | Vendredi 15 septembre 2017 (21:00-23:40)  | 5 142 000                 | 24,9 %                                 | 1er                                   | [ 66 ]     |
| 4           | Vendredi 22 septembre 2017 (21:00-23:40)  | 4 910 000                 | 24,9 %                                 | 1er                                   | [ 67 ]     |
| 5           | Vendredi 29 septembre 2017 (21:00-23:40)  | 4 613 000                 | 22,4 %                                 | 1er                                   | [ 68 ]     |
| 6           | Vendredi 6 octobre 2017 (21:00-23:40)     | 5 084 000                 | 23,8 %                                 | 1er                                   | [ 69 ]     |
| 7           | Vendredi 13 octobre 2017 (21:00-23:40)    | 4 828 000                 | 23,2 %                                 | 1er                                   | [ 70 ]     |
| 8           | Vendredi 20 octobre 2017 (21:00-23:40)    | 4 784 000                 | 24,1 %                                 | 1er                                   | [ 71 ]     |
| 9           | Vendredi 27 octobre 2017 (21:00-23:15)    | 4 852 000                 | 22,8 %                                 | 1er                                   | [ 72 ]     |
| 10          | Vendredi 3 novembre 2017 (21:00-23:15)    | 4 999 000                 | 25,0 %                                 | 1er                                   | [ 73 ]     |
| 11          | Vendredi 17 novembre 2017 (21:00-23:15)   | 4 865 000                 | 23,0 %                                 | 1er                                   | [ 74 ]     |
| 12          | Vendredi 24 novembre 2017 (21:00-23:15)   | 4 992 000                 | 23,1 %                                 | 1er                                   | [ 75 ]     |
| 13          | Vendredi 8 décembre 2017 (21:00-23:15)    | 5 188 000                 | 24,1 %                                 | 1er                                   | [ 76 ]     |
| 14 (Finale) | Vendredi 15 décembre 2017 (21:00-23:55)   | 5 343 000                 | 26,8 %                                 | 1er                                   | [ 77 ]     |

Légende :
- Plus hauts scores d'audiences
- Plus bas scores d'audiences